# Hund
Hund è un piccolo villaggio situato sulla riva destra del fiume Indo, circa 15 km a monte rispetto a forte Attock, e circa 80 km ad est di Peshawar nella Provincia della Frontiera del Nord Ovest in Pakistan. È il posto in cui Alessandro Magno attraversò l'Indo, e contiene importanti rovine di Gandhāra.
Hund fu l'ultima capitale di Gandhara, governata dai re Hindu Shahi fino all'inizio dell'XI secolo, quando Mahmud di Ghazna sconfisse Anandpal, ultimo re Hindu Shahi di Gandhara. La capitale Hindu Shahi fu ppoi spostata a Nandana.
Si pensa anche che Hund fosse il luogo in cui l'esercito dell'impero corasmio affrontò per l'ultima volta Gengis Khan.